# Орден Драгоценной короны
Орден Драгоценной короны (яп. 宝冠章 хо:кансё:), в другом переводе Орден Священной короны — японский женский орден.

## Описание
Учрежден 4 января 1888 года императором Мэйдзи. Императорский указ № 1 гласил, что орден предназначен для награждения «благородных дам, которые оказали исключительные услуги государству». В высших степенях является придворным орденом, которым, награждаются только члены императорских или королевских семей, а также представители высшей аристократии. Более низкие степени ордена до 1945 года использовались как награды за заслуги для нетитулованных лиц. Ордена первой степени вручаются императорским принцессам (дочерям императора) в возрасте 15 лет. Императрицы или кронпринцессы получают их после помолвки, а жены других принцев — при бракосочетании.
В центре знака ордена на поверхности, покрытой голубой эмалью и имеющей форму медальона, изображен золотой головной убор императриц. Над ним изображена «птица Хоо». Медальон окружён овальным кольцом, двойным рядом жемчужин и обрамлён ветвями зелёного бамбука на красной эмалевой поверхности и с четырёх сторон — гроздьями бело-розовых цветов сакуры и листьями. Орден имеет подвески, в форме древних фамильных гербов придворных дам. Реверс ордена гладкий.

## Степени
Первоначально имел 5 степеней, но в 1896 году было добавлено ещё три степени.
| 1 степень со звездой | 1 степень со звездой | 1 степень со звездой | 2 степень | 2 степень | 2 степень |
| 3 степень            | 3 степень            | 4 степень            | 4 степень | 5 степень | 5 степень |